# Paecilaema serrifemur
Paecilaema serrifemur is een hooiwagen uit de familie Cosmetidae.